# Червоная Балка (Днепропетровская область)
Червоная Балка (укр. Червона Балка) — село,
Преображенский сельский совет,
Криничанский район,
Днепропетровская область,
Украина.
Код КОАТУУ — 1222085508. Население по переписи 2001 года составляло 12 человек.

## Географическое положение
Село Червоная Балка находится в 3-х км от левого берега реки Базавлук,
на расстоянии в 1 км от сёл Преображенка и Калиновка.
По селу протекает пересыхающий ручей с запрудой.